# Alley Cat
Alley Cat ist ein Jump-’n’-run-Computerspiel von Bill Williams, das 1983 von Synapse Software für Atari-800-Heimcomputer veröffentlicht wurde. Eine Version für PC erschien 1984 bei IBM. Der Spieler steuert einen streunenden Kater (engl. alley cat) und muss versuchen, diverse Minispiele zu beenden.
Der Begriff sollte nicht mit Alleycat verwechselt werden, einer speziellen Art von Fahrradrennen.

## Spielprinzip
Am Anfang des Spieles verfügt der Spieler über drei Versuche („Leben“), die Spielherausforderungen zu bestehen. Durch Berührungen mit verschiedenen anderen Lebewesen oder Gegenständen kann der Spieler Leben verlieren. Sind alle drei Leben verloren, ist das Spiel zu Ende. Prinzipiell ist Alley Cat ein Endlosspiel, d. h. sofern der Spieler keine Leben verliert oder das Programm schließt, wiederholt sich der Spielablauf. Der Erfolg misst sich in Punkten, die der Spieler für das Bewältigen der Herausforderungen erhält.

### Hauswand
Alley Cat unterteilt sich in zwei Phasen. Die erste besteht aus der Szene einer Hauswand, an der sich mehrere Fenster befinden, die sich von Zeit zu Zeit öffnen. Vor diesen Fenstern bewegen sich Wäscheleinen, vor der Hauswand steht ein Zaun und davor befinden sich einige Mülltonnen. Über die Mülltonnen kann der Kater auf den Zaun und von dort weiter zu den Wäscheleinen springen. Er kann sich aber nur an aufgehängter Wäsche (nicht aber an der Leine selbst) festhalten. Auf diesen Leinen laufen Mäuse umher, die der Kater fangen kann. Andererseits können die Mäuse den Kater wieder von der Wäsche ablösen, sodass er wieder hinunterfällt. Während dieser ersten Phase an der Hauswand gibt es Hindernisse, die dem Spieler Leben abziehen können:
- Ein Hund läuft von Zeit zu Zeit vor den Mülltonnen umher. Er verwickelt den Kater in eine Rauferei, die dieser mit dem Verlust eines Lebens bezahlt.
- Eine Katze steigt aus den teilweise geöffneten Mülltonnen hervor und stößt den Kater des Spielers wieder herunter. Meist erscheint anschließend auch der bereits beschriebene Hund.
- Gegenstände wie Telefone, Messer oder Abfall werden aus den geöffneten Fenstern geworfen. Der Spieler muss versuchen, diesen Gegenständen auszuweichen.

Ein geöffnetes Fenster dient aber auch als Zugang zu diversen Räumen, in denen bestimmte Aufgaben zu erfüllen sind.

### Aufgabenräume
In den verschiedenen Räumen des Hauses warten verschiedene Aufgaben auf den Spieler, die darin bestehen, dass der Kater sich etwas zu fressen stibitzt. In allen Räumen befindet sich immer auch ein Aufpasser in Form eines Besens, welcher versucht, den Kater abzudrängen. Der Besen kann dadurch abgelenkt werden, dass der Kater auf dem Boden Spuren hinterlässt, die durch mehrmaliges Hin- und Herlaufen noch ausgeprägter werden. Der Besen versucht stets zunächst, die Katzenspuren zu beseitigen. Am Ende einer erfolgreich absolvierten Aufgabe werden Punkte vergeben, deren Anzahl von der benötigten Zeit abhängt.
Fangen eines Vogels
In einem roten Raum befindet sich ein Tisch mit einem Vogelkäfig. Der Spieler muss zunächst den Vogelkäfig vom Tisch schieben. Fällt der Käfig, verbiegen sich seine Stangen und der Vogel kann aus dem Käfig entkommen. Schließlich ist es nun die Aufgabe des Spielers, den Vogel zu fangen.
Aquarium
In einem rosa Raum befindet sich ein Aquarium, in das der Kater springen kann. Hier muss der Spieler versuchen, alle Zierfische von dem Kater fressen zu lassen. Daneben muss er Zitteraalen ausweichen und des Öfteren auftauchen, um Luft zu holen. Die Zahl der Zitteraale erhöht sich mit jedem Fisch, der gefressen wird.
Fangen von Mäusen
Ein weiterer roter Raum enthält ein überproportionales Stück Käse, aus dessen Löchern zufällig Mäuse erscheinen. Der Spieler muss versuchen, diese zu fangen und dabei einem Besen ausweichen. Dabei kann der Kater nicht nur an den Löchern des Käses hängen, sondern auch in die Löcher einsteigen und so an einem anderen Loch wieder zum Vorschein kommen.
Futter fressen
In einem rosa Raum befinden sich mehrere schlafende Hunde. Der Spieler muss nun versuchen, das Futter aus den Näpfen der Hunde zu fressen, ohne diese zu wecken.
Dessertschüsseln sammeln
Im letzten möglichen Minispiel im rosa Raum muss der Spieler versuchen, drei Dessertschüsseln, die auf einem Bücherregal stehen, einzusammeln. Dabei muss er einer Spinne ausweichen, die entlang der Decke wandert und sich jederzeit an ihrem Faden runter- und hochspinnen kann.
Katze "erobern"
Wird eines dieser Spiele erfolgreich beendet, ändert sich der Mechanismus der sich öffnenden Fenster. Gegenstände fallen nun nicht mehr aus diesen und eine Katze befindet sich in diesen (die sich mit einem geschriebenen "Meow" bemerkbar macht). Springt der Spieler in eines dieser Fenster, befindet er sich in einem Spielfeld von Ebenen, die von ganzen und gebrochenen Herzen gebildet werden. Nun muss er versuchen, über mehrere Plattformen die Katze auf der obersten Plattform zu erreichen. Einige Hindernisse erschweren diese Aufgabe:
- Die Katzen auf den anderen Ebenen drängen den Kater wieder eine Ebene nach unten.
- Amorstatuen verschießen Pfeile, die Herzen zerbrechen lassen und die gebrochenen Herzen wieder zusammenfügen.

Um die erreichbare Punktzahl zu erhöhen, kann ein Geschenkkarton aufgesammelt werden, welcher der Katze übergeben wird. Der Karton kann aber auch wieder liegengelassen werden; eine Katze, die den einzelnen Geschenkkarton berührt, verschwindet für einige Zeit. Hat man diese Aufgabe erfolgreich beendet, so gelangt man zur nächsten Spielstufe und erhält ein zusätzliches Leben.

### Steigerungen
Mit jeder weiteren Spielstufe erhöht sich auch die Schwierigkeit des Spiels: Der beschrieben Besen kehrt schneller, der Kater kann nicht mehr so viele Spuren legen. Auch die Aufgaben werden schwerer (Zahl der Zitteraale, Geschwindigkeit von Mäusen, Spinnen und Hunden).

## Versionen
Die Version für den Atari 800 wird mit 16 Farben dargestellt. 

Die ein Jahr später veröffentlichte PC-Version wurde für PC-DOS und MS-DOS entwickelt. Hier wird das Spiel in CGA-Grafik dargestellt.